# 빌라 아드리아나

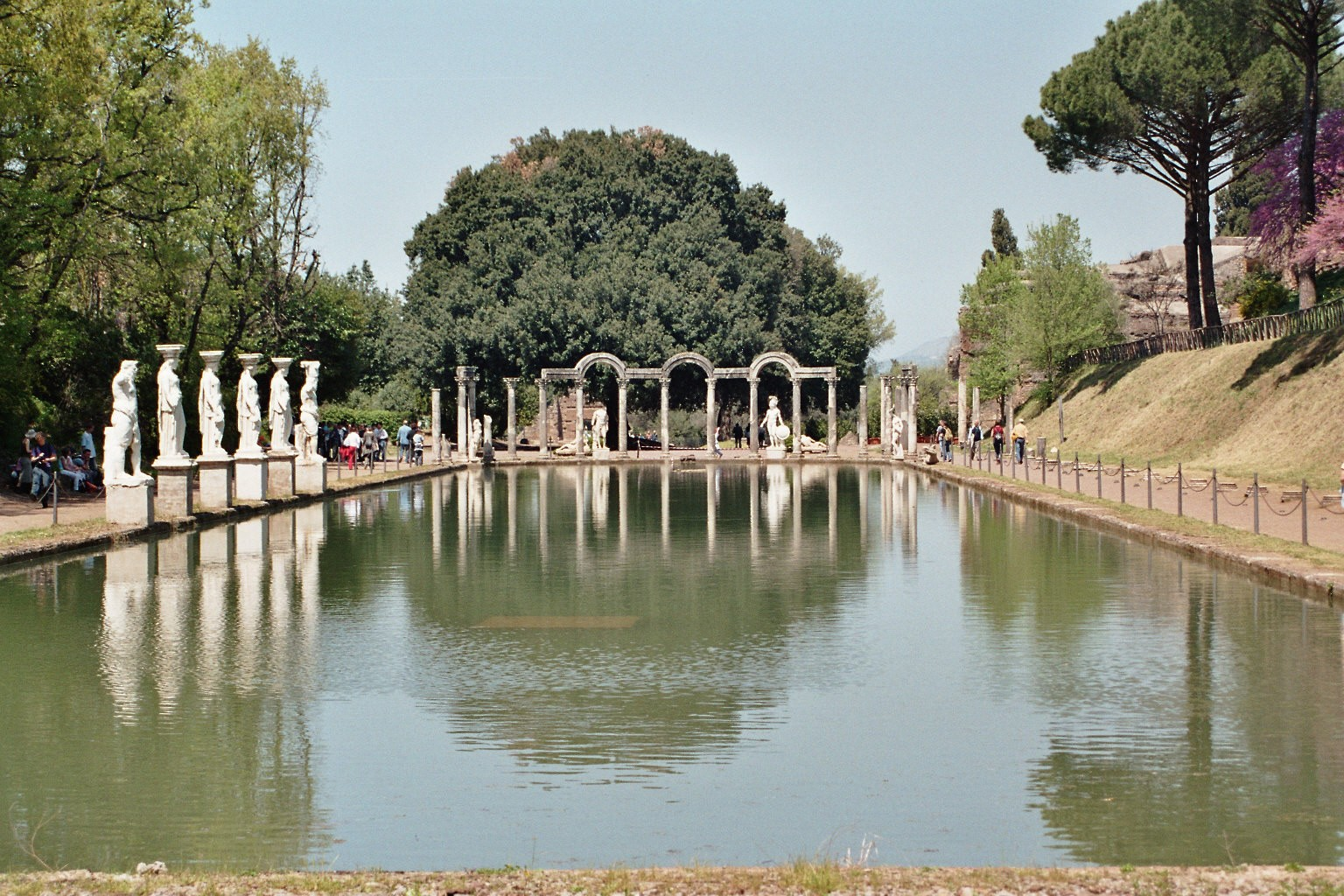
빌라 아드리아나

빌라 아드리아나(Villa Adriana) 또는 하드리안 빌라(Hadrian's Villa)는 이탈리아 티볼리에 있는 관광지이다. 세계 유산으로 등록되어 있다.
이곳은 알려진 가장 인상적이고 복잡한 로마 빌라이다. 이 단지에는 서로 다른 높이의 일련의 인공 산책로에 배열된 30개가 넘는 기념비적이고 아름다운 건물이 포함되어 있으며, 물통과 님페아(분수)로 장식된 정원으로 둘러싸여 있다. 전체 면적은 최소 1제곱킬로미터에 달하며 이는 폼페이 시보다 더 큰 면적이다. 빌라의 인상적인 레이아웃 외에도 콘크리트를 광범위하게 사용하여 눈에 띄는 곡선 모양을 활용한 건물 중 많은 건물이 건축의 걸작으로 간주된다. 평면도의 복잡한 대칭에 대해 독창적이었고 영감을 위해 하드리아누스의 별장을 사용한 보로미니(Borromini)가 시작한 1600년대 바로크 건축물이 도착할 때까지 타의 추종을 불허하는 것으로 간주되었다.
대부분이 아직 발굴되지 않은 이 유적지는 이탈리아 공화국 소유이며 2014년부터 라치오 박물관 센터(Polo Museale del Lazio)가 관리하고 있다.

## 조각 및 예술작품
- 원반 던지는 사람

## 같이 보기
- 빌라 로마나 델 카살레